# Stefania Constantini
Stefania Constantini (Cortina d'Ampezzo, 15 de abril de 1999) é uma jogadora de curling italiana. Integrante da Seleção Italiana Feminina de Curling, participou de dois Campeonatos Mundiais (2018 e 2021), três Campeonatos Europeus (2017, 2018 e 2019), tendo conquistado um bronze na competição continental. Ela também esteve nos Jogos Olímpicos de Inverno da Juventude de 2016 e nos Jogos Olímpicos de Inverno de 2022, quando conquistou a medalha de ouro com Amos Mosaner na disputa de duplas mistas.